# Rhaphidostegium subcylindricum
Rhaphidostegium subcylindricum là một loài rêu trong họ Sematophyllaceae. Loài này được Broth. ex M. Fleisch. mô tả khoa học đầu tiên năm 1905.